# 역사보조학
역사보조학은 사료를 평가하고 사용하는 데 도움을 주며, 역사 연구를 보조할 수 있는 여러 학술 분야를 말한다. 이러한 연구와 분류, 분석의 영역 중 다수는 본래 16세기와 19세기 사이의 골동품 연구가들(Antiquaries)이 발전시킨 것이며, 따라서 골동품 연구(Antiquarianism)의 넓은 범주에 들어가는 것으로 간주될 수 있었다. 당시 "역사학(History)"은 주로 문필적 기량에 속하는 것으로 여겨졌다. 그러나 18세기 후반 괴팅겐 역사학파와 이후 19세기 중반  레오폴드 폰 랑케가 주창한 실증적 사료기반 역사학이 확산됨에 따라, 점차 이 영역들을 숙련된 역사학자가 갖추는 지식과 기술로 간주하게 되었다.

## 분야
역사보조학에 속하는 분야로 다음과 같은 예를 들 수 있다.
- 고고학 : 역사적인 유적과 유물에 대한 연구
- 기록학 : 아카이브를 만들고 관리하는 방법에 대한 연구 및 이론
- 지지학(Chorography) : 지역과 장소에 대한 연구
- 연대학 : 과거 사건의 정확한 시간 및 시간 순서에 대한 연구
- 계량경제사 : 역사 연구에 경제학 이론과 계량경제학적 테크닉, 기타 수학적 방법론을 체계적으로 적용하는 학문
- 사본학 또는 코덱스학 : 물리적 대상으로서의 책에 대한 연구
- 고문서학(Diplomatics) : 역사적인 문서의 연구 및 텍스트 분석
- 금석학 : 비문(碑文), 금석문(金石文)에 대한 연구
- 훈장학 : 훈장과 표창, 메달에 대한 연구
- 계보학 : 가족 관계에 대한 연구
- 문장학 : 국가나 단체, 가문을 나타내는 상징인 문장(紋章)에 대한 연구
- 화폐학 : 동전과 지폐를 비롯한 화폐에 대한 연구
- 고유명사학
- 고문자학(Paleography) : 오래된 육필(혹은 손글씨)에 대한 연구
- 우표학 : 우표에 대한 연구
- 문헌학 또는 고전문헌학 : 사료 언어에 대한 연구
- 프로소포그래피(Prosopography) : 개인 생애의 집단적 연구를 통한 역사적 집단의 조사
- 인장학 : 도장 혹은 인장에 대한 연구
- 지명학
- 기학 : 깃발에 대한 연구